# Board of Longitude
La Board of Longitude (en anglès Junta de Longitud) fou convocada el 1714 pel Parlament britànic. La tasca de la comissió d'experts va ser la concessió de contractes de recerca i les taxes dels préstecs per a la solució del problema de determinació de la longitud. Per una solució viable al problema de determinació de la longitud es van oferir 20.000 £, aquests diners del premi anirien sempre en funció de l'exactitud del mètode aportat.
Els premis principals eren:
- 10.000 £ per un mètode que pogués determinar la longitud amb un error menor de 60 milles nàutiques (111 km) ⇒ 1º
- 15.000 £ per un mètode que pogués determinar la longitud amb un error menor de 40 milles nàutiques (74 km)
- 20.000 £ per un mètode que pogués determinar la longitud amb un error menor de 30 milles nàutiques (56 km) ⇒ 0,5º

A més a més, la Junta tenia la facultat de dictar laudes a les persones que estaven fent una contribució significativa per aconseguir l'objectiu o de donar suport financer als que estaven treballant cap a una solució. Així mateix, la Junta podria fer avenços de fins a 2.000 £ per al treball experimental que considerés prometedor.
Amb aquest objectiu la Junta va donar molts premis menors, entre ells alguns premis en total 5.000£ John Harrison abans de rebre el seu premi principal, un premi de 3000£ a la vídua de Tobias Mayer, per les taules lunars estaven a la base de les dades lunars en les primeres dècades de les Taules de Mendoza i de l'Almanac Nàutic, 300£ a Leonhard Euler per la seva contribució als treballs de Mayer, 50£ a cada un (Richard Dunthorne i Lió Israel) pels mètodes que contribuïren a escurçar els càlculs relacionats amb les distàncies lunars, a part de les subvencions concedides als dissenyadors de millores en els cronòmetres.